# Condado de Clinton (Pensilvânia)
O Condado de Clinton é um dos 67 condados do Estado americano da Pensilvânia. A sede do condado é Lock Haven, e sua maior cidade é Lock Haven. O condado possui uma área de 2 326 km²(dos quais 19 km² estão cobertos por água), uma população de 37 914 habitantes, e uma densidade populacional de 16 hab/km² (segundo o censo nacional de 2000). O condado foi fundado em 21 de junho de 1839.